# Iperit
Iperiti (sumporni iperiti) su klasa srodnih citotoksičnih hemijskih oružja sa sposobnošću da formiraju velike plikove na izloženoj koži i u plućima. Čisti sumporni iperiti su bezbojne, viskozne tečnosti na sobnoj temperaturi. Kad se koriste u nečistoj formi, kao bojna sredstva, oni su obično žuto-smeđi i imaju miris koji podseća na gorušicu, beli luk ili ren. Iperit je originalno bio nazvan LOST, po naučnicima koji su razvili metod za produkciju u velikim razmerama za Nemačku imperijalnu armiju 1916.
Iperiti su regulisani konvencijom o hemijskom oružju iz 1993 (CWC). Ta konvencija obuhvata tri klase hemikalija, pri čemu su sumporni i azotni iperit u grupi I, kao supstance koje nemaju drugu primenu osim kao hemijsko oružje.

## Spoljašnje veze
- [https://ccc.apgea.army.mil/sarea/products/textbook/Web_Version/chapters/chapter_7.htm#mustard
- Iyriboz Y (2004). „A Recent Exposure to Mustard Gas in the United States: Clinical Findings of a Cohort (n = 247) 6 Years After Exposure”. MedGenMed. 6 (4): 4. PMC 1480580 . PMID 15775831. Shows photographs taken in 1996 showing people with mustard gas burns.